# Anatolij Tymofiejew
Anatolij Serhijowycz Tymofiejew, ukr. Анатолій Сергійович Тимофєєв (ur. 19 kwietnia 1992 w Kijowie) – ukraiński piłkarz, grający na pozycji bramkarza.

## Kariera piłkarska
Wychowanek klubu Dynamo Kijów, barwy którego bronił w juniorskich mistrzostwach Ukrainy (DJuFL). Karierę piłkarską rozpoczął 24 września 2009 w drużynie rezerw Dynama, a 12 lipca 2013 debiutował w składzie drugiej drużyny klubu. Latem 2014 przeszedł do Naftowyk-Ukrnafty Ochtyrka. 15 lipca 2016 został piłkarzem Dinamo Batumi. 6 stycznia 2018 opuścił batumski klub. 3 marca 2018 zasilił skład beniaminka Wyższej Ligi FK Smalawiczy.